# Хелльман, Мартина
Мартина Хелльман (нем. Martina Hellmann, до замужества — Опиц (нем. Opitz); род. 11 декабря 1960 года, Лейпциг, Саксония) — бывшая немецкая метательница диска, олимпийская чемпионка 1988 года, двукратная чемпионка мира (1983, 1987). Обладательница двух действующих рекордов в метании диска — олимпийского (72,30 м, 1988) и чемпионатов мира (71,62 м, 1987). Чемпионка ГДР 1985 года.

## Биография и карьера
Мартина начала заниматься метанием диска в 16 лет. В 1989 году родила дочь. После окончания спортивной карьеры работала в спортивном клубе при страховой компании AOK. С 2000 по 2003 год была управляющим директором кабаре «Academixer» в Лейпциге.

## Основные результаты
| Год  | Соревнования            | Место проведения       | Место  | Результат  |
| ---- | ----------------------- | ---------------------- | ------ | ---------- |
| 1983 | Чемпионат мира          | Хельсинки, Финляндия   | 1      | 68,94 м    |
| 1983 | Кубок Европы            | Лондон, Великобритания | 1      | 69,00 м    |
| 1985 | Кубок мира IAAF         | Канберра, Австралия    | 1      | 69,78 м    |
| 1986 | Игры доброй воли        | Москва, СССР           | 2      | 69,04 м    |
| 1986 | Чемпионат Европы        | Штутгарт, ФРГ          | 3      | 68,26 м    |
| 1987 | Чемпионат мира          | Рим, Италия            | 1      | 71,62 м CR |
| 1988 | Летние Олимпийские игры | Сеул, Южная Корея      | 1      | 72,30 м OR |
| 1990 | Чемпионат Европы        | Сплит, Югославия       | 3      | 66,66 м    |
| 1990 | Финал Гран-при IAAF     | Афины, Греция          | 2      | 63,54 м    |
| 1991 | Чемпионат мира          | Токио, Япония          | 4      | 67,14 м    |
| 1992 | Летние Олимпийские игры | Барселона, Испания     | 14 (q) | 60,52 м    |